# キミモテロッジ〜家づくりで声優オーディション!?〜
『キミモテロッジ〜家づくりで声優〜オーディション!?〜』（キミモテロッジ いえでせいゆう オーディション）は、日本テレビで2018年8月3日から2018年10月5日に放送されたオーディションバラエティ番組。オーディション参加者のうち合格者5人が声優グループ「ハイスクールチルドレン」として結成された。

## 概要
日本テレビと秋元康が共同でプロデュースするオリジナルアニメーション企画であり、本企画を番組名としている。2018年1月から本企画にて男性声優および役者を募集し、その応募者のうち厳正な審査の結果として残った14名が家づくりに挑戦するといった内容である。

## 出演者
- 梶裕貴
- ロッチ

## 挑戦者
| 名前        | フリガナ            | 年齢 （参加当時） | ニックネーム | 最終結果 | 備考 |
| ----------- | ------------------- | ----------------- | ------------ | -------- | ---- |
| 石橋 弘毅   | イシバシ ヒロキ     | 19歳              | ヒロキ       |          |      |
| 垣坂 翔太   | カキサカ ショウタ   | 29歳              | ショータ     |          |      |
| 財津 優太郎 | ザイツ ユウタロウ   | 18歳              | ユウタロウ   |          |      |
| 高橋 奎仁   | タカハシ ケイト     | 21歳              | ケイト       |          |      |
| 鴻池 泰至   | コウノイケ ヤスムネ | 19歳              | ヤスムネ     |          |      |
| 高橋 諒     | タカハシ リョウ     | 24歳              | りょう       |          |      |
| 武部 尋斗   | タケベ ヒロト       | 26歳              | ヒロ         |          |      |
| 立澤 鎮也   | タツザワ シズヤ     | 22歳              | シズヤ       |          |      |
| 田淵 累生   | タブチ ルイ         | 22歳              | ルイ         |          |      |
| 富園 力也   | トミゾノ リキヤ     | 19歳              | リキヤ       |          |      |
| 中川 将平   | ナカガワ ショウヘイ | 19歳              | ショーヘー   |          |      |
| 草地 稜之   | クサチ リョウノ     | 20歳              | リョウノ     |          |      |
| 福井 巴也   | フクイ トモヤ       | 20歳              | トモヤ       |          |      |
| 村田 琳     | ムラタ リン         | 21歳              | RIN          |          |      |

## スタッフ
- 企画・演出：黒川高（日本テレビ）
- 構成：池谷勇太、小林和明
- ナレーション：梶裕貴、森圭介（日本テレビアナウンサー）
- CAM：蜜谷司
- 技術協力：BIG VOICE、ヌーベルアージュ
- 編集：宮島洋介、平池優太
- MA：兒子仁
- 音効：岡田淳一
- ロケ協力：勝浦つるんつるん温泉、三上政工務店、親和木材工業、勝浦ロケーションサービス
- デスク：齊藤智美
- TK：山沢啓子
- 演出：小山貴広
- ディレクター：大谷俊介、飛田一充
- AD：佐藤優里、弓座翔平、米山大貴、中村允
- チーフプロデューサー：東井文太（日本テレビ）
- プロデューサー：福田一寛（日本テレビ）、山口敦司
- AP：藤田志帆
- IPプロデュース：植野浩之、山王丸和恵（共に日本テレビ）
- 制作協力：THE WORKS
- 製作著作：ボイスターLLP